# Ufologia

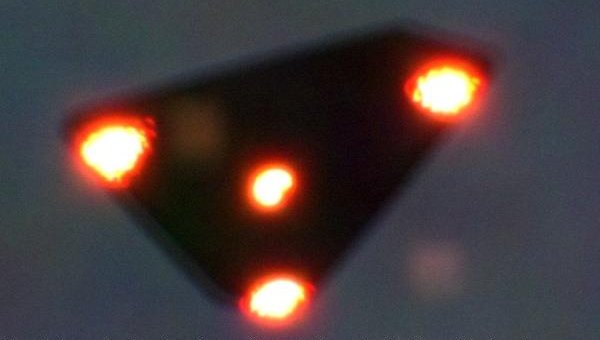
Suposada foto d'un OVNI del Triangle Negre presa per Patrick Maréchal durant l'onada d'OVNI belga que l'autor va admetre més tard que era una invenció.

La ufologia s'encarrega de l'estudi de les observacions d'ovnis (objectes voladors no identificats) i fenòmens connexos. Es basa principalment en testimoniatges i disposa igualment de fotografies, vídeos, dades de detecció de radar o dades d'instruments de mesura o d'empremtes en el sòl.
A causa de les dificultats per a l'obtenció de dades fiables i de fàcil accés per als investigadors i curiosos, la ufologia és considerada una pseudociència per la major part de la comunitat científica i particularment criticada pels escèptics.

## Etimologia
La ufologia és un neologisme derivat d' OVNI (terme aparentment encunyat per Edward J. Ruppelt), i es deriva d'afegir l'acrònim UFO (OVNI en anglès) amb el sufix -logia (del grec antic -λογία ( -logia )). Els primers usos de la ufologia inclouen un article a Fantastic Universe (1957) i una presentació de 1958 per a l'"organització de recerca" OVNI The Planetary Center.

## Naixement de la ufologia
La ufologia aparegué després de la Segona Guerra Mundial, després de l'observació de Kennet Arnold (1947), que permeté el periodista Bill Bequette de crear el terme plat volador basant-se en la definició de l'objecte feta per Arnold. Uns altres casos, com el de l'illa Maury (que resultà ser un frau), l'albirament del lloctinent Gorman o la mort del capità Mantell, l'avió del qual s'estavellà perseguint un ovni, contribuïren perquè es prengueren seriosament aquests misteriosos albiraments.
Amb el transcurs dels anys els científics s'anaren interessant cada volta més en els ovnis. Hi varen aparèixer dos tendències: d'un costat els escèptics, que seguirien la metodologia i les conclusions de l'informe Condom, els quals consideren que no hi ha cap prova de pes per sostenir la hipòtesi extraterrestre, i d'altra banda els partidaris de la HET (hipòtesi extraterrestre), que intentaren aportar proves que l'extraterrestre és la millor hipòtesi explicativa.
Els ovniòlegs consideren que no hi ha encara una explicació per al fenomen ovni, per bé que la majoria d'ells s'inclinen per la HET. Els científics que participen del moviment escèptic contemporani consideren, per la seua banda, que el conjunt de les observacions pot reduir-se a elements prosaics: dins d'este quadre, totes les observacions s'expliquen per confusions o fraus.
De manera paral·lela a les visions d'ovnis, els contactats i els encontres en la tercera fase, hi ha també els testimonis de persones que asseguren haver sigut raptades per extraterrestres. Este darrer fenomen, conegut com a abducció, és molt qüestionat tant pels escèptics com per alguns ufòlegs.
S'han creat diverses teories al voltant de l'origen i naturalesa dels ovnis, entre les quals destaquen la de la hipòtesi extraterrestre de primer grau, la hipòtesi extraterrestre de segon grau, la hipòtesi paranormal, la hipòtesi espaciotemporal o el model sociopsicològic.

## Antecedents històrics
Les arrels de la ufologia inclouen els " dirigibles misteriosos " de finals de la dècada de 1890, els " caces foo" reportats pels aviadors aliats durant la Segona Guerra Mundial, els "voladors fantasma" d'Europa i Amèrica del Nord durant la dècada de 1930, els " coets fantasma " d'Escandinàvia (principalment Suècia) el 1946, i l'observació del "plat volador" de Kenneth Arnold de 1947. L'atenció dels mitjans a l'albirament d'Arnold va ajudar a donar a conèixer el concepte de plats voladors.
La publicitat dels ovnis va augmentar després de la Segona Guerra Mundial, coincidint amb l'escalada de la Guerra Freda i les preocupacions estratègiques relacionades amb el desenvolupament i la detecció (per exemple, el Cos d'observadors terrestres d'avions soviètics avançats. Les activitats oficials patrocinades pel govern als Estats Units relacionades amb la ufologia van acabar a finals de la dècada de 1960 després de l'informe del Comitè de Condon i la finalització del Projecte Llibre Blau. Les activitats relacionades amb els ovnis patrocinades pel govern a altres països, com ara el Regne Unit, Canadà, Dinamarca, Itàlia, i Suècia també van acabar. Una excepció a aquesta tendència és França, que manté el programa GEIPAN, abans conegut com GEPAN (1977–1988) i SEPRA (1988–2004), operat per l'Agència Espacial Francesa CNES.
El 14 de setembre de 2023, la NASA va informar del nomenament, per primera vegada, d'un director de la UAP (conegut anteriorment com a OVNI), identificat com a Mark McInerney, per estudiar de manera científica i transparent aquests fets.